# Богдановский сельсовет (Тамбовская область)
Богдановский сельсовет — муниципальное образование со статусом сельского поселения в Ржаксинском районе Тамбовской области.
Административный центр — село Богданово.

## История
В соответствии с Законом Тамбовской области от 17 сентября 2004 года № 232-З установлены границы муниципального образования и статус сельсовета как сельского поселения.

## Население
| 2010 | 2012 | 2013 | 2014 | 2015 | 2016 | 2017 |
| ---- | ---- | ---- | ---- | ---- | ---- | ---- |
| 615  | ↘594 | ↘577 | ↘570 | ↘549 | ↘523 | ↘504 |
| 2018 | 2019 | 2020 | 2021 |      |      |      |
| ↘498 | ↘483 | ↘467 | ↘354 |      |      |      |

## Состав сельского поселения
| № | Населённый пункт | Тип населённого пункта       | Население |
| - | ---------------- | ---------------------------- | --------- |
| 1 | Антошино         | деревня                      | 4         |
| 2 | Богданово        | село, административный центр | ↘424      |
| 3 | Вязники          | посёлок                      | 39        |
| 4 | Марьевка         | деревня                      | 10        |
| 5 | Пущино           | село                         | ↘80       |
| 6 | Ширяевка         | деревня                      | 58        |